# Szkiełko zegarkowe

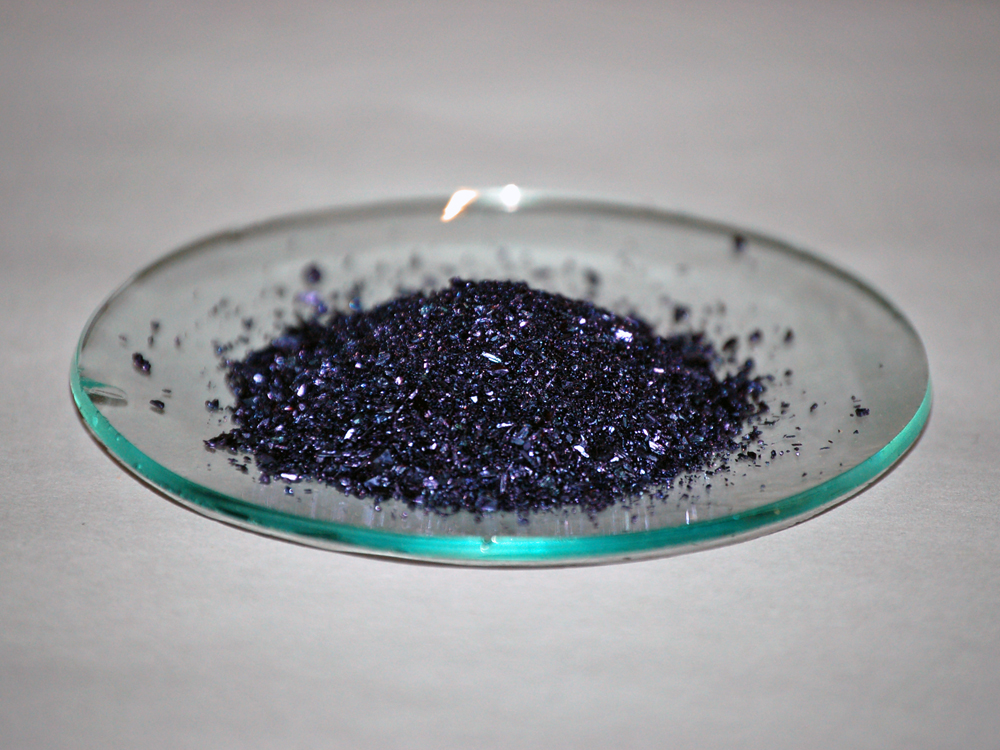
Próbka substancji na szkiełku zegarkowym

Szkiełko zegarkowe – rodzaj szklanego sprzętu laboratoryjnego, o kształcie okrągłego fragmentu sfery.
Szkiełko zegarkowe jest w laboratoriach używane w różnych celach, np.:
- jako podstawa do wykonywania prostych, kroplowych testów chemicznych – przy czym w tym celu coraz częściej stosuje się raczej specjalne szalki z wieloma wgłębieniami niż pojedyncze szkiełka zegarkowe
- jako podstawka do innego rodzaju eksperymentów – np. do obserwacji rozpuszczalności lub krystalizacji
- jako pokrywka do zlewek i krystalizatorów
- jako rodzaj prostego naczynka wagowego do odważania niewielkich ilości sypkich substancji.